# Đơn Dương (diễn viên)
Đơn Dương (27 tháng 8 năm 1957 – 7 tháng 12 năm 2011) là một diễn viên điện ảnh người Việt Nam.
Anh bắt đầu diễn xuất từ năm 1982. Anh từng đạt giải "Diễn viên nam xuất sắc nhất" cho vai diễn trong phim Dấu ấn của quỷ năm 1992. Phim Cỏ lau năm 1993, có sự tham gia của anh, đã đạt giải Phim xuất sắc nhất của Liên hoan Phim Việt nam.

## Thân thế
Đơn Dương tên khai sinh là Bùi Đơn Dương, sinh ngày 27 tháng 8 năm 1957 tại Đà Lạt. Anh có một người chị tên Bùi Thị Giang, về sau trở thành vợ của Lê Cung Bắc.
Thuở nhỏ, Đơn Dương học giỏi, từng thi đậu và học ngành dược. Anh từng có thời gian làm tại một xí nghiệp dược phẩm. Tuy nhiên do ham mê điện ảnh nên anh đã bỏ ngang để theo nghệ thuật. Nguyễn Chánh Tín là người dẫn dắt Đơn Dương vào lĩnh vực điện ảnh.

## Sự nghiệp
Trong sự nghiệp của mình, Đơn Dương từng đóng 38 bộ phim. Vai diễn đầu tiên vào năm 1982 là nhân vật anh thương binh tên Dũng trong bộ phim Pho tượng. Tiếp đấy là các bộ phim Vùng trời cho chim câu của đạo diễn Lưu Bạch Đàn và Bản tình ca của đạo diễn Lê Mộng Hoàng, Bài hát đâu chỉ là nốt nhạc năn 1986 cùng ca sĩ Thanh Lan. Sang thập niên 90, anh tiếp có những vai diễn hay trong phim Canh bạc, Cỏ lau, Ba mùa và Đời cát.
Đến những năm 2000, Đơn Dương bắt đầu gặp rắc rối khi đóng hai bộ phim Chúng tôi từng là lính (We Were Soldier) và Rồng xanh của Hollywood. Trong bộ phim Chúng tôi từng là lính anh đóng chung với Mel Gibson, và Đơn Dương thủ vai Nguyễn Hữu An, chỉ huy Quân Giải phóng miền Nam Việt Nam trong Trận Ia Đrăng. Sau khi đóng hai bộ phim Chúng tôi từng là lính và Rồng xanh, anh nhận nhiều chỉ trích dữ dội từ phía chính quyền cũng như phía dư luận vì đã tham gia những bộ phim mang tính "xuyên tạc lịch sử", bôi xấu hình ảnh Quân đội nhân dân Việt Nam. Tuy nhiên, Đơn Dương luôn khẳng định mình vô tội và trong một bức thư gửi cho gia đình, anh nhấn mạnh rằng anh mãi mãi không bao giờ phản bội đất nước. 
Cũng vì vụ việc trên, bộ phim Mê Thảo, thời vang bóng không đưa đi tham dự LHP châu Á - Thái Bình Dương, LHP Busan và LHP Bangkok năm 2002 và 2003, vì diễn viên chính (Đơn Dương) không được phép đại diện cho nền điện ảnh Việt Nam ở bất cứ đâu. Khi không thể chịu được áp lực dư luận, anh đã xin bảo lãnh để rời Việt Nam và sang Mỹ sinh sống.

## Đời tư

### Gia đình
Lập gia đình năm 1983, Đơn Dương có hai con trai với người vợ đầu tên Vũ Thị Sanh (nghệ danh: Xuân Sanh). Con trai cả hiện sống ở Việt Nam, con trai thứ sống ở Mỹ. Khi sang Mỹ và sống tại San Francisco, California, anh ly dị người vợ cả và lấy người vợ sau có tên Mỹ Hạnh, chủ trung tâm thẩm mỹ Hạnh Phước, hơn mình 14 tuổi vào năm 2008.
Đến vào ngày 7 tháng 12 năm 2011, anh qua đời sau ít ngày bị tai biến. Nhưng thể theo di nguyện của anh và nguyện vọng của gia đình, anh lại được an táng tại quê nhà nơi anh sống.

### Tai tiếng
Đơn Dương bị tòa án Fairfax Virginia phạt 200.000 USD trong phiên tòa mà anh bị kết án là chụp ảnh, quay băng sex tống tiền Trần Thị Phương Liên. Đơn Dương khẳng định trước báo giới, anh không hề quay phim sex, và không dùng phim sex để tống tiền bạn gái cũ. Ngoài ra, luật sư của anh ở Virginia tiến hành thủ tục với tòa án Fairfax để xin hủy bỏ án lệnh vào ngày 27/2/2009, đồng thời phản tố cô Liên về hành động vu khống, lăng mạ. Cuối cùng, Trần Thị Phương Liên tự ý bãi nại, hủy kiện.

## Các bộ phim đã tham gia
| Năm  | Tựa phim                    | Vai diễn             | Chú thích                                                                       |
| ---- | --------------------------- | -------------------- | ------------------------------------------------------------------------------- |
| 1982 | Pho tượng                   | Dũng                 | Bộ phim đầu tiên                                                                |
| 1984 | Vùng trời cho chim câu      |                      |                                                                                 |
| 1985 | Hai Cũ                      | Chính ủy Thắng       |                                                                                 |
| 1985 | Bản tình ca                 |                      |                                                                                 |
| 1986 | Bài hát đâu chỉ là nốt nhạc |                      |                                                                                 |
| 1986 | Bông lục bình               |                      |                                                                                 |
| 1987 | Con gái ông thứ trưởng      |                      |                                                                                 |
| 1987 | Người trong cuộc            |                      |                                                                                 |
| 1987 | Giai điệu xanh              |                      |                                                                                 |
| 1990 | Phía sau cuộc chiến         |                      |                                                                                 |
| 1991 | Canh bạc                    | Chiến                |                                                                                 |
| 1992 | Dấu ấn của quỷ              | họa sĩ / người tù    |                                                                                 |
| 1993 | Chuyện tình trong ngõ hẹp   | anh thợ điện Toàn    | Tên cũ: Ngõ đàn bà                                                              |
| 1993 | Cỏ lau                      | trung tá Lực         |                                                                                 |
| 1993 | Tạm biệt sông Ba            |                      | Phim Hàn Quốc                                                                   |
| 1995 | Giữa dòng                   |                      | Phim truyện video                                                               |
| 1996 | Bông sen vàng               | Trần                 |                                                                                 |
| 1996 | Nước mắt thời mở cửa        | Diu (người Hàn Quốc) | Điện ảnh                                                                        |
| 1996 | Người đẹp Tây Đô            | Hoàng Thái           | Phim truyền hình                                                                |
| 1998 | Chung cư                    | Ba Tuần              | tiếng Pháp: L'Immeuble tiếng Anh: The Building                                  |
| 1999 | Ba mùa                      | Hải                  | tiếng Anh: Three Seasons                                                        |
| 2000 | Đời cát                     | ông Cảnh             | tiếng Anh: Sand life                                                            |
| 2001 | Rồng xanh                   | Trần Tài             |                                                                                 |
| 2002 | Chúng tôi từng là lính      | Nguyễn Hữu An        | nhan đề gốc tiếng Anh: We Were Soldiers tiếng Đức: Wir waren Helden             |
| 2002 | Mê Thảo, thời vang bóng     | Tam                  | tiếng Pháp: Me Thao – Il fut un temps tiếng Anh: Me Thao: There Was a Time When |
| 2003 | Ngày giỗ                    | Người cha            | tiếng Anh: The Anniversary Đạo diễn: Trần Hàm                                   |
| ?    | Biệt ly trắng               | Nam                  |                                                                                 |
| ?    | Chuyện ngã bảy              |                      |                                                                                 |